# Ко Ліпе
Ко Ліпе (тай. เกาะ หลี เป๊ะ, фр. Koh Lipe, англ. Ko Lipe, «паперовий острів») — невеличкий тайський острів у складі архіпелагу Аданг-Раві, розташований за 70 кілометрів на південний захід від узбережжя Таїланду, неподалік від кордону з Малайзією. Адміністративно належить до провінції Сатун. Найпівденніший острів країни.

## Населення
Місцеве населення називають «морськими циганами» (англ. chao leh). Наразі це плем'я живе у центрі острову, їхній спосіб життя не дуже відрізняється від первісного.

## Туризм
Ко Ліпе знаходиться поза юрисдикцією довколішнього національного парку Тарутао, тому тут не діють закони, котрі захищають території парку. Зростання туристичного потоку спричиняє зростання кількості відходів, проблеми із енергопостачанням та псує екологію.

## Клімат
Острів знаходиться у зоні, котра характеризується мусонним кліматом. Найтепліший місяць — лютий із середньою температурою 28.9 °C (84 °F). Найхолодніший місяць — липень, із середньою температурою 27.2 °С (81 °F).
| Клімат Ко Ліпе          | Клімат Ко Ліпе | Клімат Ко Ліпе | Клімат Ко Ліпе | Клімат Ко Ліпе | Клімат Ко Ліпе | Клімат Ко Ліпе | Клімат Ко Ліпе | Клімат Ко Ліпе | Клімат Ко Ліпе | Клімат Ко Ліпе | Клімат Ко Ліпе | Клімат Ко Ліпе | Клімат Ко Ліпе |
| Показник                | Січ.           | Лют.           | Бер.           | Квіт.          | Трав.          | Черв.          | Лип.           | Серп.          | Вер.           | Жовт.          | Лист.          | Груд.          | Рік            |
| Середній максимум, °C   | 32,8           | 33,9           | 33,9           | 33,9           | 32,2           | 32,2           | 31,1           | 31,1           | 31,1           | 31,1           | 32,2           | 32,2           | 32,3           |
| Середня температура, °C | 27,8           | 28,9           | 28,9           | 28,9           | 27,8           | 27,8           | 27,2           | 27,8           | 27,2           | 27,2           | 27,8           | 27,8           | 27,9           |
| Середній мінімум, °C    | 22,8           | 22,8           | 22,8           | 23,9           | 23,9           | 23,9           | 22,8           | 23,9           | 22,8           | 22,8           | 22,8           | 22,8           | 23,1           |
| Норма опадів, мм        | 50             | 47             | 91             | 169            | 256            | 218            | 233            | 249            | 339            | 344            | 215            | 94             | 2305           |
| ----------------------- | -------------- | -------------- | -------------- | -------------- | -------------- | -------------- | -------------- | -------------- | -------------- | -------------- | -------------- | -------------- | -------------- |
| Джерело: Weatherbase    |                |                |                |                |                |                |                |                |                |                |                |                |                |

## Транспорт
На острові немає аеропорту (найближчі міжнародні — у Паттаї та на малайзійському острові Лангкаві), дістатися сюди можна лише човном.